# João Cancelo
João Pedro Cavaco Cancelo (wym. [ʒuˈɐ̃w kɐ̃ˈsɛlu], ur. 27 maja 1994 w Barreiro) – portugalski piłkarz, występujący na pozycji obrońcy w saudyjskim klubie Al-Hilal oraz w reprezentacji Portugalii. Złoty medalista Ligi Narodów UEFA 2018/2019, uczestnik Mistrzostw Świata 2022.

## Kariera klubowa
Cancelo treningi piłkarskie zaczynał w FC Barreirense, skąd w 2008 przeniósł się do akademii Benfiki. W klubie tym występował w drużynach do lat 15, 17 i 19.
Przed sezonem 2012/2013 młody obrońca został włączony do drugiej drużyny Orłów, która występowała w Segunda Liga. Spośród 20 pierwszych kolejek Cancelo opuścił zaledwie jeden mecz – z powodu zawieszenia. Trzy razy znalazł się również na ławce rezerwowych pierwszego zespołu podczas meczów Pucharu Portugalii lub Pucharu Ligi.
W pierwszych dniach stycznia 2013 João odniósł niewielkie obrażenia w wypadku samochodowym, w którym ranny został także brat zawodnika, zaś prowadząca pojazd matka zginęła. Po wydarzeniu tym, w drugiej części sezonu, Cancelo zagrał w zaledwie jednym meczu ligowym, zaś okazjonalnie grywał w zespołach juniorskich. W tych okolicznościach w maju 2013 roku wywalczył mistrzostwo Portugalii w kategorii wiekowej do lat 18. W pierwszej drużynie Benfici zagrał zaledwie jedno spotkanie.
20 sierpnia 2014 udał się na wypożyczenie do Valencii. Pierwszy występ w nowym klubie zaliczył 25 września 2014 w wygranym 3:0 spotkaniu z Córdobą. W całym sezonie rozegrał 10 spotkań. Po zakończeniu rozgrywek hiszpański klub zdecydował się na wykupienie Cancelo za 15 milionów euro. W Valencii grał jeszcze dwa sezony. Na sezon 2017/18 został wypożyczony do włoskiego Interu Mediolan. Debiut w Serie A zaliczył 26 sierpnia 2017, wchodząc na ostatnie minuty wygranego 3:1 spotkania z AS Romą. Pierwszego, i jak się okazało jedynego, gola w barwach Interu strzelił 17 kwietnia 2018 roku w wygranym 4:0 meczu z Cagliari. Cancelo wpisał się na listę strzelców już w 3. minucie, otwierając wynik spotkania.
Po sezonie Inter nie zdecydował się na wykupienie Portugalczyka, na czym skorzystał ligowy rywal Interu, Juventus, płacąc Valencii ponad 40 milionów euro. Debiut w nowych barwach zanotował 18 sierpnia 2018 w wygranym 3:2 spotkaniu z Chievo Veroną. Na pierwszego gola czekał do 27 stycznia 2019, kiedy to pokonał bramkarza Lazio. W tym samym meczu wywalczył także rzut karny, który na bramkę zamienił Cristiano Ronaldo. 16 stycznia 2019 zdobył Superpuchar Włoch, pokonując 1:0 A.C. Milan.
W Juventusie został jednak tylko przez rok. Przeszedł do Manchesteru City za 65 milionów euro. Zadebiutował tam w wygranym przez City 3:1 meczu z Bournemouthem, gdzie wszedł za Kyle'a Walkera w dziewięćdziesiątej minucie i zagrał tylko 5 minut. Z Manchester City wygrał puchar ligi angielskiej w sezonie 2019/20 i 2020/21. W sezonie 2020/21 wygrał też ligę Angielską
W FC Barcelona zadebiutował 3 września 2023 roku w wygranym 2:1 meczu z CA Osasuna. Pierwszego gola dla Dumy Katalonii zdobył 17 września w spotkaniu z Real Betis.
Po powrocie do Manchesteru City został sprzedany do saudyjskiego klubu Al-Hilal za 25 mln €.

## Kariera reprezentacyjna
W reprezentacji Portugalii Cancelo debiutował w lutym 2010 w drużynie do lat 16. W drugiej połowie tegoż roku awansował do reprezentacji U-17, z którą uczestniczył w eliminacjach Mistrzostw Europy (Portugalczycy nie przebrnęli drugiej rundy kwalifikacyjnej).
W listopadzie 2011 obrońca debiutował w reprezentacji do lat 18, a w lutym kolejnego roku w zespole do lat 19. Z drużyną narodową awansował na Euro U-19, które odbywało się w Estonii. Podczas turnieju zagrał we wszystkich meczach grupowych swojego zespołu, jednak Portugalczycy nie zdołali awansować dalej. Po imprezie nadal uczestniczył w meczach kadry U-19, biorąc tym samym udział w kwalifikacjach do kolejnej edycji mistrzostw.
Jednocześnie w marcu 2013 Cancelo debiutował w reprezentacji U-20. Na początku czerwca otrzymał powołanie na Mistrzostwa Świata U-20 w Turcji. W trakcie turnieju wystąpił w dwóch meczach swojej reprezentacji, jednak Portugalia odpadła w 1/8 finału po porażce z Ghaną. Natomiast w lipcu wziął udział w rozgrywanych na Litwie Mistrzostwach Europy U-19.
W dorosłej reprezentacji zadebiutował 1 września 2016 w wygranym 5:0 meczu z Gibraltarem, w którym strzelił gola.

## Statystyki

### Klubowe
(aktualne na 26 maja 2024)
| Klub                    | Sezon              | Liga               | Liga  | Liga   | Puchar kraju | Puchar kraju | Puchar ligi | Puchar ligi | Europa | Europa | Inne  | Inne   | Razem | Razem  |
| Klub                    | Sezon              | Liga               | Mecze | Bramki | Mecze        | Bramki       | Mecze       | Bramki      | Mecze  | Bramki | Mecze | Bramki | Mecze | Bramki |
| ----------------------- | ------------------ | ------------------ | ----- | ------ | ------------ | ------------ | ----------- | ----------- | ------ | ------ | ----- | ------ | ----- | ------ |
| SL Benfica B            | 2012/2013          | Segunda Liga       | 20    | 2      | –            | –            | –           | –           | –      | –      | –     | –      | 20    | 2      |
| SL Benfica B            | 2013/2014          | Segunda Liga       | 31    | 1      | –            | –            | –           | –           | –      | –      | –     | –      | 31    | 1      |
| SL Benfica B            | Ogólnie            | Ogólnie            | 51    | 3      | 0            | 0            | 0           | 0           | 0      | 0      | 0     | 0      | 51    | 3      |
| SL Benfica              | 2013/2014          | Primeira Liga      | 1     | 0      | 0            | 0            | 1           | 0           | 0      | 0      | –     | –      | 2     | 0      |
| Valencia CF             | 2014/2015          | Primera División   | 10    | 0      | 3            | 0            | –           | –           | –      | –      | –     | –      | 13    | 0      |
| Valencia CF             | 2015/2016          | Primera División   | 28    | 1      | 4            | 1            | –           | –           | 7      | 1      | –     | –      | 39    | 3      |
| Valencia CF             | 2016/2017          | Primera División   | 35    | 1      | 3            | 0            | –           | –           | –      | –      | –     | –      | 38    | 1      |
| Valencia CF             | 2017/2018          | Primera División   | 1     | 0      | 0            | 0            | –           | –           | –      | –      | –     | –      | 1     | 0      |
| Valencia CF             | Ogólnie            | Ogólnie            | 74    | 2      | 10           | 1            | 0           | 0           | 7      | 1      | 0     | 0      | 91    | 4      |
| Inter Mediolan (wyp.)   | 2017/2018          | Serie A            | 26    | 1      | 2            | 0            | –           | –           | –      | –      | –     | –      | 28    | 1      |
| Juventus F.C.           | 2018/2019          | Serie A            | 25    | 1      | 1            | 0            | –           | –           | 7      | 0      | 1     | 0      | 28    | 1      |
| Manchester City         | 2019/2020          | Premier League     | 17    | 0      | 4            | 0            | 4           | 1           | 8      | 0      | –     | –      | 33    | 1      |
| Manchester City         | 2020/2021          | Premier League     | 28    | 2      | 3            | 0            | 3           | 0           | 9      | 1      | –     | –      | 43    | 3      |
| Manchester City         | 2021/2022          | Premier League     | 36    | 1      | 5            | 0            | 1           | 0           | 9      | 2      | 1     | 0      | 52    | 3      |
| Manchester City         | 2022/2023          | Premier League     | 17    | 2      | 1            | 0            | 1           | 0           | 6      | 0      | 1     | 0      | 26    | 2      |
| Manchester City         | Ogólnie            | Ogólnie            | 98    | 5      | 13           | 0            | 9           | 1           | 32     | 3      | 2     | 0      | 154   | 9      |
| Bayern Monachium (wyp.) | 2022/2023          | Bundesliga         | 15    | 1      | 2            | 0            | –           | –           | 4      | 0      | –     | –      | 21    | 1      |
| FC Barcelona (wyp.)     | 2023/2024          | Primera División   | 32    | 2      | 0            | 0            | –           | –           | 10     | 2      | 0     | 0      | 42    | 4      |
| Ogólnie w karierze      | Ogólnie w karierze | Ogólnie w karierze | 323   | 15     | 28           | 1            | 10          | 1           | 60     | 6      | 3     | 0      | 422   | 23     |

### Reprezentacyjne
(aktualne na 20 lipca 2024)
| Reprezentacja | Rok     | Mecze | Bramki |
| ------------- | ------- | ----- | ------ |
| Portugalia    | 2016    | 4     | 3      |
| Portugalia    | 2017    | 2     | 0      |
| Portugalia    | 2018    | 6     | 0      |
| Portugalia    | 2019    | 4     | 0      |
| Portugalia    | 2020    | 7     | 1      |
| Portugalia    | 2021    | 8     | 1      |
| Portugalia    | 2022    | 10    | 2      |
| Portugalia    | 2023    | 9     | 3      |
| Portugalia    | 2024    | 8     | 0      |
| Łącznie       | Łącznie | 58    | 10     |

## Sukcesy

### SL Benfica
- Mistrzostwo Portugalii: 2013/2014
- Puchar Portugalii: 2014
- Superpuchar Portugalii: 2015
- Puchar Ligi Portugalskiej: 2013/2014

### Juventus
- Mistrzostwo Włoch: 2018/2019
- Superpuchar Włoch: 2018

### Manchester City
- Mistrzostwo Anglii: 2020/2021, 2021/2022, 2022/2023
- Puchar Anglii: 2022/2023
- Puchar Ligi Angielskiej: 2019/2020, 2020/2021
- Tarcza Wspólnoty: 2019
- Liga Mistrzów UEFA: 2022/2023

### Bayern Monachium
- Mistrzostwo Niemiec: 2022/2023

### Reprezentacyjne
- Liga Narodów UEFA: 2018/2019
- Wicemistrzostwo Europy U-21: 2015

### Wyróżnienia
- Drużyna roku w Serie A: 2017/2018, 2018/2019